# Sarbananda Sonowal

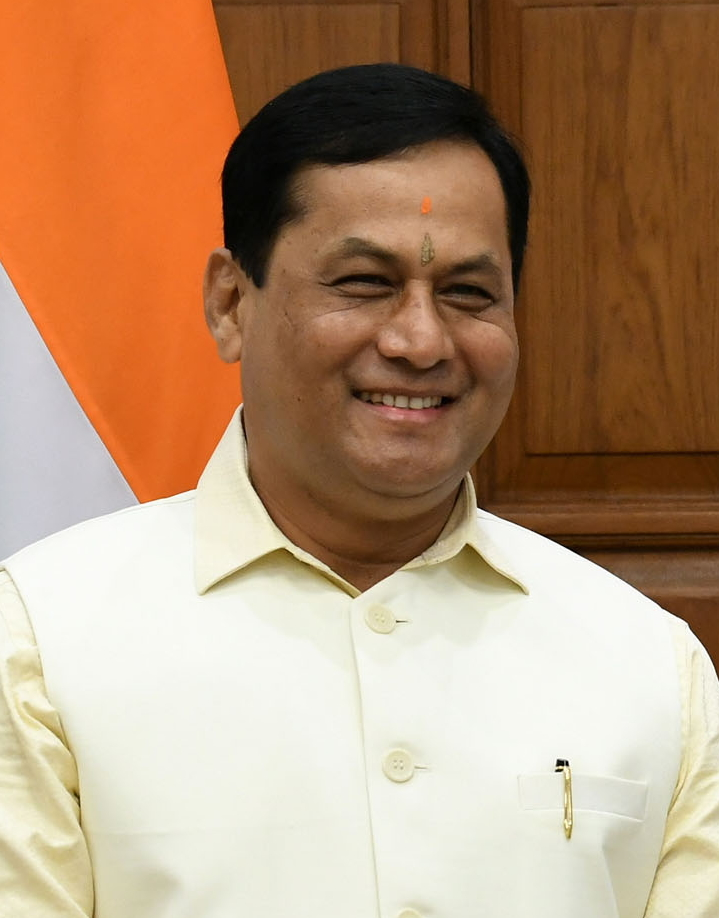
Sarbananda Sonowal (2021)

Sarbananda Sonowal (assamesisch সৰ্বানন্দ সোণোৱাল Sarbānanda Soṇovāl; * 31. Oktober 1962 in Molokgaon, Distrikt Dibrugarh, Indien) ist ein indischer Politiker. Er war von 24. Mai 2016 bis 10. Mai 2021 Chief Minister des Bundesstaats Assam. Bei den Wahlen 2004, 2014 und 2024 wurde er in Assam in das indische Parlament (Lok Sabha) gewählt. Zwischen 2021 und 2024 war er Mitglied der Rajya Sabha. Außerdem war er mehrfach Mitglied des Bundesstaatsparlaments von Assam. 2014 bis 2016 war er Staatsminister in der indischen Unionsregierung und seit 2021 amtiert er als indischer Unionsminister für Häfen, Schifffahrt und Wasserstraßen.

## Biografie
Sarbananda Sonowal wurde in einem kleinen Ort im Osten von Assam als Sohn von  Jibeswar und Dineswari Sonowal geboren. Seine Eltern waren Angehörige der Ethnie der Sonowal Kacharis, einer der indigenen Stammesbevölkerungen von Assam, die tibeto-birmanische Sprachen sprechen. Nach seiner Schulausbildung studierte er Rechtswissenschaft an der Dibrugarh University und der Gauhati University in Assam und erwarb die Abschlüsse eines Bachelor of Laws (LL.B.) und eines Bachelor of Civil Law (B.C.J.). Er ist unverheiratet.

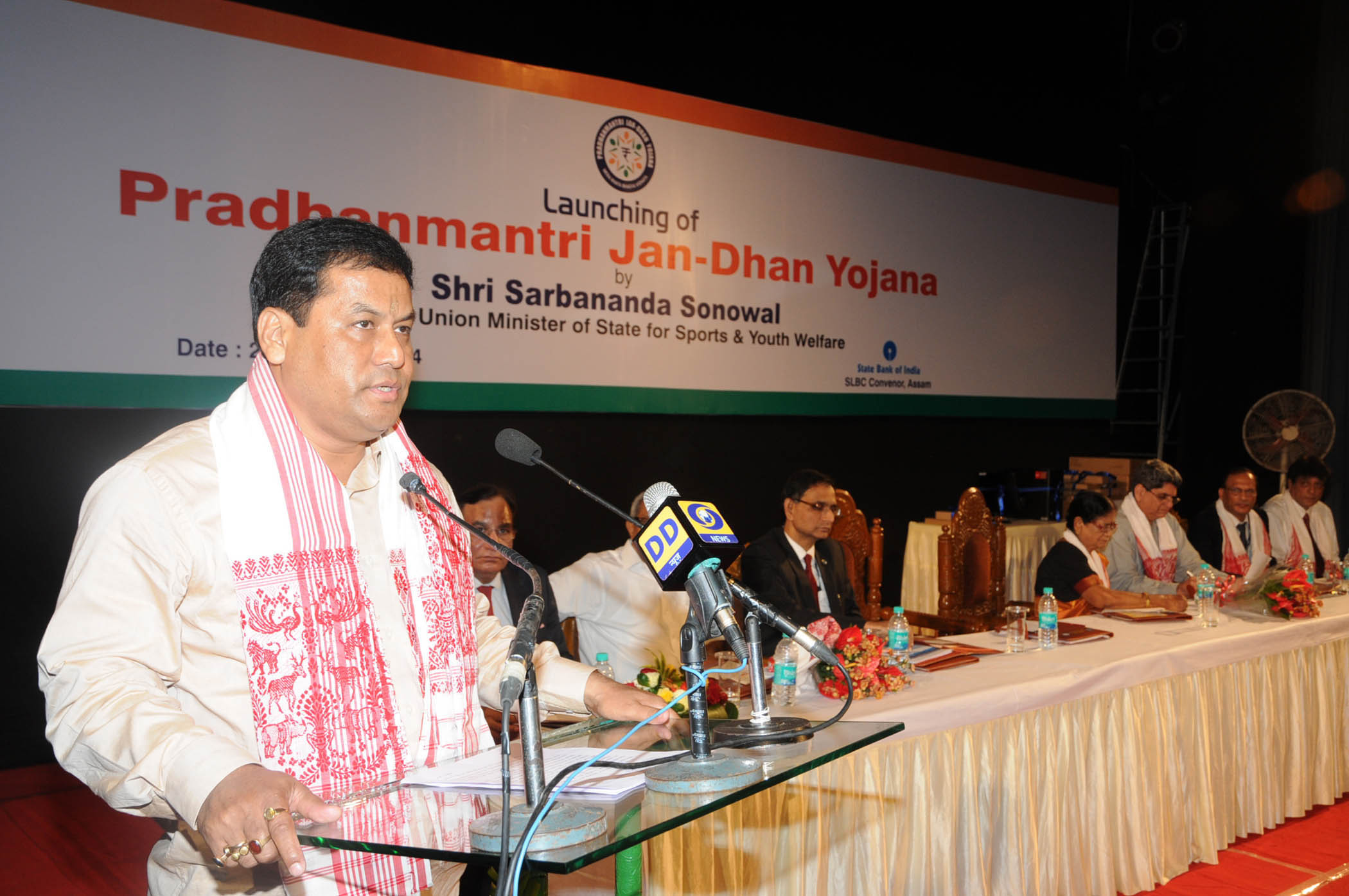
Sarbananda Sonowal bei einer Ansprache am 28. August 2014 anlässlich der Inaugurierung des Pradhan-Mantri-Jan-Dhan-Yojana-Programms

Sonowal begann seine politische Karriere in der regionalistischen Partei Asom Gana Parishad (AGP). Von 1992 bis 1999 war Sonowal der Präsident der All Assam Students Union (AASU), dem studentischen Arm der AGP. Die AGP vertrat ideologisch einen assamesischen Nationalismus und agitierte vor allem gegen die illegale starke Einwanderung von muslimischen Bengalen aus dem benachbarten Bangladesch. Auch Sonowal war für seine kompromisslose Haltung in der Migrantenfrage bekannt und galt lange Zeit als eine der vielversprechendsten Führungsfiguren der AGP. Bei der Parlamentswahl in Assam 2001 wurde er im Wahlkreis 115-Moran gewählt. Bei der Wahl zur Lok Sabha 2004 war er im Wahlkreis 13-Dibrugarh erfolgreich, unterlag aber bei der folgenden Wahl 2009 dem Kandidaten der Kongresspartei.
Am 8. Februar 2011 machte Sonowal öffentlichkeitswirksam seinen Übertritt zur Bharatiya Janata Party (BJP) bekannt. Die Bedeutung, die die BJP diesem Parteiübertritt eines der prominentesten Politiker von Assam beimaß, wurde in dem Umstand deutlich, dass Sonowal vom Parteipräsidenten der BJP, Nitin Gadkari persönlich als neues Mitglied begrüßt wurde. Als Begründung für den Parteiwechsel führte Sonowal an, dass sich die AGP zu sehr an die Assam United Democratic Front (AUDF) angenähert habe und das Thema der illegalen Immigration vernachlässige. Sonowal stieg in der folgenden Zeit rasch in der Hierarchie der lokalen Parteiorganisation der BJP in Assam auf und wurde Mitglied des BJP-Exekutivkomitees.
Bei der Wahl zur Lok Sabha 2014 wurde er als BJP-Kandidat im Wahlkreis 13-Dibrugarh gewählt. In der neu gebildeten Regierung Modi erhielt Sonowal den Posten eines Staatsministers (Staatssekretärs) ohne Portfolio. Vom 27. Mai 2014 bis 9. November 2014 war dem Ministerium für Kompetenzentwicklung, Unternehmertum, Jugendangelegenheiten und Sport und vom 9. November 2014 bis 22. Mai 2016 in gleicher Rolle dem Ministerium für Jugendangelegenheiten und Sport zugeordnet.
Am 29. Januar 2016 nominierte die BJP Sonowal als ihren Spitzenkandidaten bei der anstehenden Wahl zum Parlament von Assam. Bei der Wahl gewann die BJP in einem Wahlbündnis mit der Bodoland People’s Front fast die Hälfte der Wahlkreise. Am 24. Mai 2016 wurde Sonowal als neuer Chief Minister von Assam vereidigt. Er war der erste Chief Minister aus den Reihen der BJP in Assam und beendete damit die 15 Jahre dauernde Periode von Kongresspartei-Regierungen. Analysen zufolge hatte es die BJP im Wahlkampf verstanden, die allgemeine Wechselstimmung zu nutzen und im Wahlkampf auch die assamesisch sprechenden Muslime anzusprechen. Unter Sonowal habe die BJP, die früher in Assam eine relativ exklusive Partei höherer Kasten gewesen sei, auch eine große Anhängerschaft unter der indigenen Stammesbevölkerung gewonnen.
Die Parlamentswahl in Assam vom 27. März 2021 bis 2. Mai 2021 wurde erneut von der BJP und ihren Koalitionspartnern gewonnen. Nach einem Gipfeltreffen in Delhi entschied sich die BJP-Parteispitze jedoch für Himanta Biswa Sarma als neuen Chief Minister. Dieser wurde am 10. Mai 2021 als Nachfolger Sonowals vereidigt.
Von Mai bis September 2021 war Sonowal einfacher Abgeordneter im Parlament von Assam. Anschließend setzte er seine politische Laufbahn auf Bundesebene fort. Von September 2021 bis Juni 2024 war er Mitglied der Rajya Sabha, des Bundesstaatenhauses des indischen Parlaments. Am 7. Juli 2021 wurde zum Minster für Häfen, Schifffahrt, Wasserstraßen und Ayush (traditionelle indische Heilverfahren und Komplementärmedizin) im Kabinett Modi II ernannt. Nach der gesamtindischen Parlamentswahl 2024 wurde er am 11. Juni 2024 als Minister für Häfen, Schifffahrt und Wasserstraßen im Kabinett Modi III vereidigt.